# Retascón
Retascón település Spanyolországban,  Zaragoza tartományban. Retascón Daroca, Manchones, Langa del Castillo, Torralbilla, Mainar, Villarroya del Campo és Nombrevilla községekkel határos. Lakosainak száma 73 fő (2024).

## Népesség
A település népessége az utóbbi években az alábbiak szerint változott:
| Lakosok száma | 81   | 99   | 95   | 84   | 70   | 75   | 73   | 67   | 60   | 73   |
|               | 2001 | 2004 | 2007 | 2009 | 2012 | 2014 | 2017 | 2019 | 2022 | 2024 |